# Erich Krempel
Erich Krempel (n. 18 august 1913, Suhl, Turingia, Germania – d. 26 septembrie 1992, Suhl, Turingia, Germania) a fost un trăgător de tir ce a reprezentat Germania, medaliat olimpic. A participat la o ediție a Jocurilor Olimpice (1936) în care a câștigat o medalie de argint.

## Participări
Lista de mai jos prezintă principalele competiții la care a participat Erich Krempel de-a lungul carierei.
- shooting at the 1936 Summer Olympics – men's 50 metre pistol[*]